# Эндотелиальный рецептор протеина C
Эндотелиальный рецептор протеина C (англ. EPCR, CD201, также «рецептор активированного протеина C», англ. APC receptor) — мембранный белок, рецептор, играющий важную роль в активации протеина C. 

## Функция

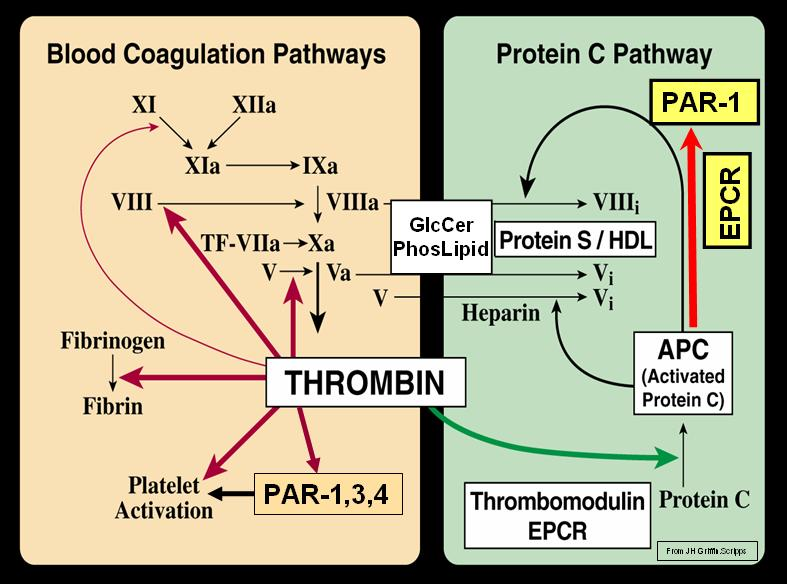
Схема свёртывания крови и роль EPCR в актовации протеина C.

EPCR связывает активированный протеин C. Кроме этого, EPCR усиливает активацию протеина C под действием комплекса тромбин-тромбомодулин и участвует в передаче сигнала, опосредованного протеином C, которая контролирует свёртывание крови. Экспрессирован на эндотелиальных клетках артерий сердца и лёгких, а также капилляров лёгких и кожи. Полностью отсутствует в мелких сосудах печени и почек. 

## Структура
EPCR является белком, состоящим из 221 аминокислоты, содержит один трансмембранный фрагмент. Структурно схож с CD1d. Включает 8 бета-складчатых структур и 2 антипараллельные альфа-спирали. В клетке располагается в липидном рафте.

## См.также
- Протеин C
- Кластер дифференцировки